# Minute, papillon !
Pour les articles homonymes, voir Minute papillon.
Minute, papillon ! est une série télévisée humoristique québécoise en 19 épisodes de 25 minutes en couleurs créée par Denys Arcand et Jean Pellerin et diffusée du 6 décembre 1966 au 11 avril 1967 à la Télévision de Radio-Canada.

## Fiche technique
- Scénarisation : Jean Pellerin, Jacques Bobet et Denys Arcand
- Réalisation : Maurice Leroux et Georges Groulx
- Société de production : Société Radio-Canada

## Distribution
- Paul Berval : Conrad
- Edgar Fruitier : Léon
- Andrée Lachapelle : Élisabeth
- Monique Joly : Sophie
- Nana de Varennes : Mère
- Pierre Dufresne : Électricien
- Bertrand Gagnon : Psychanalyste
- Janine Mignolet : Kiki
- Estelle Caron : Voix